# Schweinfurt Hauptbahnhof
Schweinfurt Hauptbahnhof – stacja kolejowa w Schweinfurcie, w kraju związkowym Bawaria, w Niemczech. Znajdują się tu 4 perony.